# Litsea kauloensis
Litsea kauloensis är en lagerväxtart som beskrevs av Teschn.. Litsea kauloensis ingår i släktet Litsea och familjen lagerväxter. Inga underarter finns listade i Catalogue of Life.